# ميثم البحراني
كَمَالُ ٱلدِّينِ مَيْثَمُ بْنُ عَلِيِّ بْنِ مَيْثَمٍ ٱلْبَحْرَانِيُّ (636 - بعد 681 هـ / 1238 - بعد 1282 م) المعروف بِاسْم ٱلشَّيْخِ مَيْثَمٍ ٱلْبَحْرَانِيِّ: مُحدِّث، فقيهٌ، متكلم، شيعي اثنا عَشَريّ، بارز في القرن الثالث عشر في شرق شبه الجزيرة العربية. كتب البحراني في المذهب الاثنَيْ عَشَريّ مؤكدًا الإرادةَ الحرة وعصمةَ الأنبياء والأئمة والإمامة المعينة لعلي وغيبة الإمام الثاني عشر. ومع كمال الدين بن سعادة البحراني وجمال الدين علي بن سليمان البحراني فإن ميثم كان جزء من مدرسة البحرين في القرن الثالث عشر الميلادي الدينية التي تشدد على العقلانية.
وتأثر ميثم في الوقت نفسه كثيرًا بتخصصات الفلسفة والتصوف. كتب على نطاق واسع عن هذه القضايا المتعلقة بالفلسفة والإبيستيمولوجيا والأنطولوجيا.
تعتمد دراسات ميثم على المصادر الإمامية والسنية. على وَفْق الأستاذ الجامعي في جامعة البحرين علي العريبي:
كان لمدرسة البحرين للتكامل الفكري والفلسفي والتصوف في التشيع الإمامي إرثٌ دائم، وأثرت في رجال الدين الشيعة في القرن الرابع عشر مثل ابن أبي سيدة الجمهور الأحسائي. وينسب سياسيً إلى فكر ميثم ومعاصريه اعتناق محمد أولجايتو ملك إيلخانية المذهب الشيعي وإعلان دولته شيعية.
دفن في قرية الماحوز بالبحرين حيثُ بُنِيَ ضريح ومسجد